# Климентов Вячеслав Львович
Вячеслав Львович Климентов — российский историк, педагог. Заместитель директора по научной работе Музея космонавтики в Москве, доцент кафедры теории и истории права и государства Российского нового университета (РосНОУ), вице-президент Ассоциации музеев космонавтики России (АМКОС) с 2017 года.
Климентов активно участвует в образовательных и культурных мероприятиях, таких как лекции в рамках цикла «Утро космической эры», презентации книг, онлайн-чтения, экскурсии в Музее космонавтики и выставки, посвященные космонавтике. Он также представляет университет на днях открытых дверей. Климентов занимается научной работой в области педагогики, в частности, развитием правосознания и правовой культуры в процессе профессионального образования.

### Научные и литературные работы
Климентов является автором научно-популярных книг о истории космонавтики, ориентированных на детскую и взрослую аудиторию. Среди его работ:
- «Гагарин. Удивительная история первого полёта» (2019, иллюстрации Вячеслава Лялько, издательство «Питер» в сотрудничестве с Музеем космонавтики; переиздания в 2021 и 2024 годах).
- «Космическая эра: истории покорения космоса» (2019, в соавторстве с Ольгой Низовцевой, издательство АСТ).
- «Вперёд, в космос! Открытия и достижения» (2016, в соавторстве с Юлией Сигорской, издательство «Речь»).

Его научные публикации включают:
- Статья «Развитие правосознания и правовой культуры в процессе юридического образования» (CyberLeninka).
- Статья «ГАГАРИНСКОЕ НАСЛЕДИЕ В МУЗЕЙНЫХ СОБРАНИЯХ РОССИИ» (в соавторстве с М. С. Белаковским, CyberLeninka, 2021).

Диссертация: «Развитие правосознания и правовой культуры в процессе профессионального образования» (защищена в 2019 году).

### Бизнес-деятельность
В период с 2005 по 2007 год занимал должность первого вице-президента Группы компаний «Айсберри» — крупнейшего производителя мороженого в России, созданной в 2005 году на базе хладокомбинатов «Айс-Фили» и «Сервис-Холод». Компания «Айсберри» является лидером на рынке мороженого в Москве и Московской области, входит в тройку лидеров российского рынка, производит более 700 млн порций мороженого ежегодно. Вячеслав Климентов участвовал в переговорах о приобретении активов, комментировал рыночные стратегии и развитие компании.